# فيلاريخو-بيريستيبان
بلدية فيلاريخو-بيريستيبان (بالإسبانية: Villarejo-Periesteban)‏، هي إحدى بلديات مقاطعة قونكة إحدى مقاطعات إسبانيا، و التي تقع في منطقة قشتالة لا منتشا وسط البلاد, و المائلة لجهة الشرق من إسبانيا.
يبلغ عدد سكانها 471 نسمة وفقاً لإحصائية سنة (2007).